# Neobatrachus albipes
Neobatrachus albipes är en groddjursart som beskrevs av Roberts, Mahony, Kendrick och Majors 1991. Neobatrachus albipes ingår i släktet Neobatrachus och familjen Limnodynastidae. IUCN kategoriserar arten globalt som livskraftig. Inga underarter finns listade i Catalogue of Life.